# Podorlicko
Podorlicko je území nacházející se pod jižními svahy Orlických hor v Pardubickém a Královéhradeckém kraji. V tomto regionu se nacházejí města Dobruška, Opočno, Deštné v Orlických horách, Rychnov nad Kněžnou, Kostelec nad Orlicí, Žamberk, Choceň, Ústí nad Orlicí, Letohrad, Jablonné nad Orlicí, Česká Třebová, Lanškroun a další.

## Festivaly v regionu
- Mezinárodní folklorní festival Čermenské slavnosti (v roce 2018 bude již 30. ročník)
- Orlicko – kladský varhanní festival
- Festival Orlické ozvěny
- Koncert při svíčkách

## Kroje regionu
Mužský kroj tvořila košile z domácího plátna s límcem. Pod límcem se nosil červený hedvábný šátek, dále koženky, což byly úzké kalhoty z telecí nebo jelení kůže sahající po kolena, dále opasek, čepec a kožené boty. Ženský kroj tvořila košilka z bílého plátna, punčochy, sukně, spodnička (bílá plátěná sukně), střevíce, kabátek a čepec.

## Slavné hudební osobnosti
- Vilém Kyral v rodném městě působil jako učitel hudby a kapelník, věnoval se také vlastní tvorbě. Posléze působil jako dirigent v Praze
- Karel Plicka – hudebník, spisovatel, fotograf, režisér, národní umělec a sběratel písní
- Josef Císař – po absolvování konzervatoře byl klavírním doprovazečem a měl vlastní klavírní školu. Kromě toho také sám skládal převážně chrámové skladby
- Jindřich Praveček – učitel a hudebník. Vytvořil pěvecký spolek Bendl a zavedl výchovné koncerty pro mládež
- František Preisler – hudebník, dirigent, věnoval se také vlastní tvorbě

## Soubory
- Folklórní soubor Jaro vznikl v roce 1965. Jeho domovem je východočeské město Ústí na Orlicí
- Folklorní soubor Jitřenka z Dolní Čermné vznikl v roce 1995
- Folklórní soubor Kvítek začal pracovat na podzim roku 1982 jako taneční kroužek. Kvítek se ve své činnosti zaměřuje zejména na lidovou tvorbu